# 雅典娜神庙 (锡拉库萨)
37°03′35″N 15°17′37″E / 37.059604°N 15.293694°E
雅典娜神庙是意大利锡拉库萨的一座带门廊的围柱式建筑，多立克柱式的希腊神庙。公元前5世纪，僭主格隆在希梅拉战役中战胜迦太基人后，建造了这座神庙。这个地点的神庙的历史最早可追溯到公元前8世纪，在二十世纪初的发掘中发现了一座祭坛，属于公元前六世纪中期的一座神庙。

## 历史

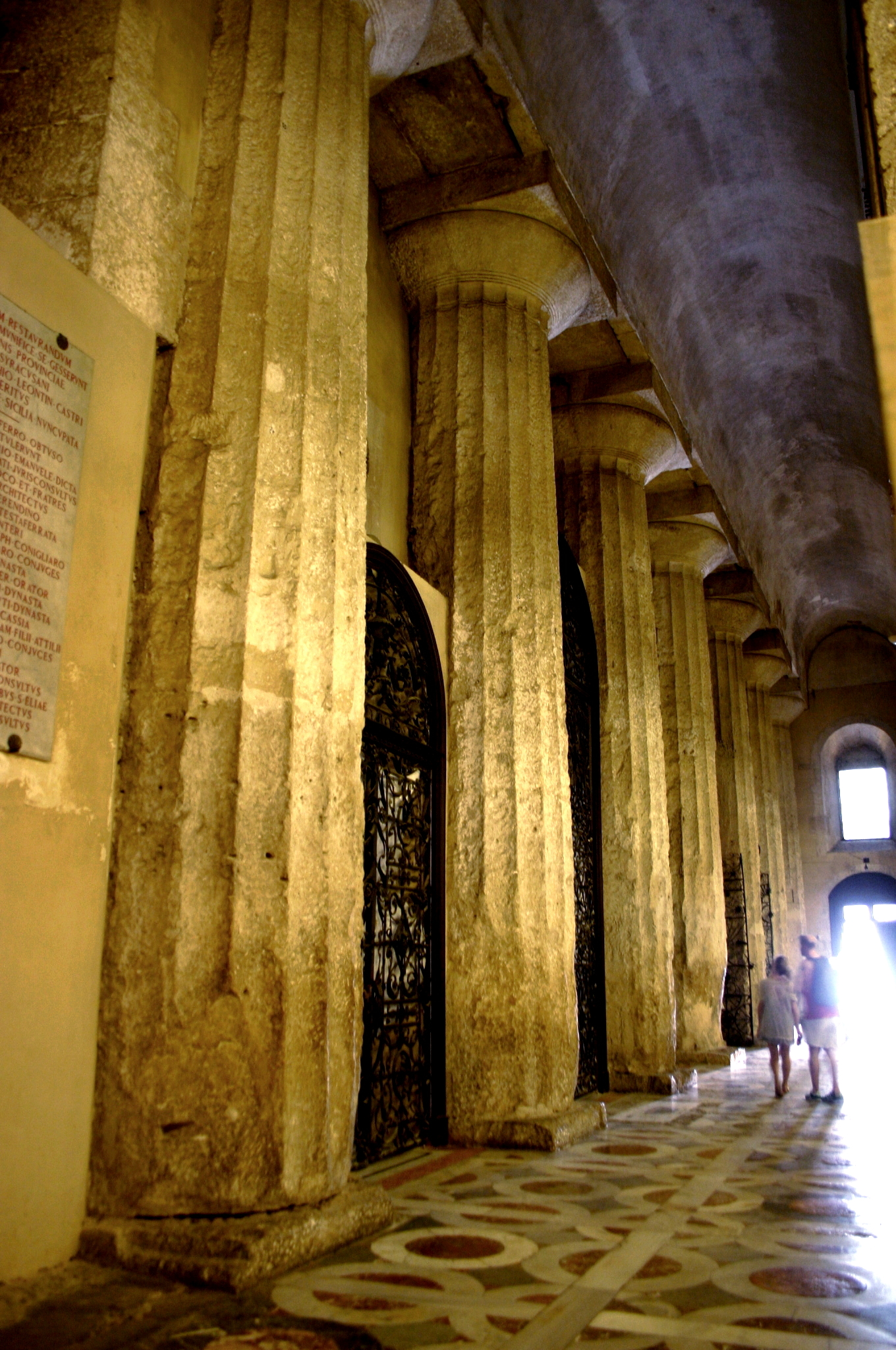
锡拉库萨主教座堂内神庙的柱子

就在雅典娜神庙所在的地方，曾经有另一座更古老的神庙，也是多立克柱式的，1912年和1917年的考古挖掘发现证实了这一点。 其中一些建筑元素、陶塑和一部分祭坛，可追溯到公元前六世纪。
根据文献来源，雅典娜神庙是由叙拉古的第一任僭主格隆所建，在公元前480年希梅拉战役中战胜迦太基人后。
正如西塞罗以及柏拉图和阿特納奧斯所证明的那样，这座神庙是献给智慧和战争女神雅典娜的。。西塞罗在他的演讲中提供了大量的细节。

## 建筑

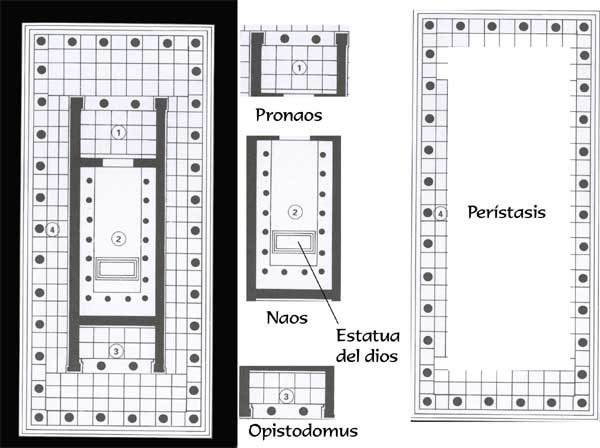
锡拉库萨雅典娜神庙的平面图

雅典娜神庙是一座围柱式建筑，宽22米，长55米，短边有六根圆柱，长边有十四根圆柱。在前线，两边的柱间都减少了，这是透视问题的典型解决方案。
这座神庙被改造成基督教的礼拜场所，其中一部分与锡拉库萨主教座堂的墙壁融为一体。在主教座堂的左侧，仍可清晰见到石灰岩柱和它们的柱座。